# كوبيس (سلاح)
سيف الكوبيس أو سكين الكوبيس (باليونانية القديمة: Κόπις) هو مصطلح في اليونان القديمة يمكن أن يصف سكينًا ثقيلًا بشفرة منحنية للأمام، يستخدم في المقام الأول كأداة لتقطيع اللحوم، ولطقوس الذبح والتضحية بالحيوانات،[بحاجة لمصدر] أو يشير إلى سيف ذو حد واحد. أو سيف القطع.

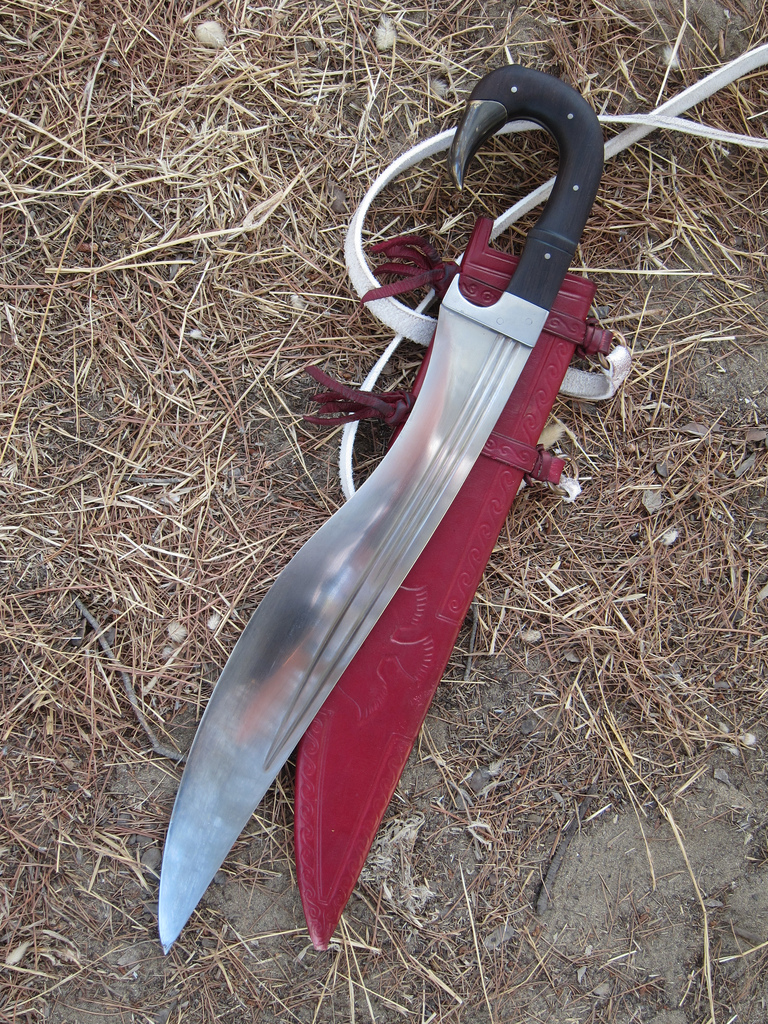
نسخة حديثة للكوبيس

## أصل الاسم
المصطلح مشتق من الكلمة اليونانية (kopis)، بالمعنى الحرفي "يقطع، يضرب".  وأيضا تم افتراض أن الاسم مشتق، من المصطلح المصري القديم خوبيش الذي يعني سيفًا قاطعًا.

## التصميم
كان سيف الكوبيس سلاحًا بيد واحدة. كان طول الشفرة في التصاميم المبكرة يصل إلى 65 سم (25.6 بوصة)، مما يجعلها مساوية تقريبًا في الحجم للسباثا . تميل التصاميم اللاحقة للكوبيس من مقدونيا إلى أن تكون أقصر ويبلغ طول نصلها حوالي 48 سم (18.9 بوصة). كان للكوبيس نصل ذو حافة واحدة يتجه للأمام، وتكون الحافة مقعرة في جزء السيف الأقرب إلى المقبض ، ولكنها منتفخة إلى محدبة باتجاه الطرف. هذا الشكل، الذي يُطلق عليه غالبًا "منحني"، يوزع الوزن بطريقة تجعل الكوبيس قادرة على توجيه ضربة بزخم الفأس، مع الحفاظ على حافة السيف الطويلة وبعض القدرة على تنفيذ الدفع. ادعى بعض العلماء أن أصل السيف من الحضارة الإترورية ، حيث تم العثور على مثل هذه السيوف في وقت مبكر من القرن السابع قبل الميلاد في إتروريا.
وتم اقتراح أن الياتاجان، المستخدم في البلقان والأناضول خلال الفترة العثمانية، كانت سليلًا مباشرًا للكوبيس.

## أنظر أيضا
- ياتاجان
- بولوار
- تلوار
- شاشكا
- سيف مغولي تركي
- استوك